# Ovale boothoren
De ovale boothoren (Roxania utriculus) is een slakkensoort uit de familie van de Scaphandridae. De wetenschappelijke naam van de soort werd in 1814 voor het eerst geldig gepubliceerd door Brocchi.

## Beschrijving
De ovale boothoren is mariene huisjesslak met een schelphoogte tot 15 mm. De crèmewitte schelp is dunwandig maar stevig, met in de spiraalgroeven donkerbruine lijntjes. De bovenkant van de schelp (apex) is verzonken en de spits is ingewikkeld. Een navelstrengopening is aanwezig aan de basis van de schaal. De schelpsculptuur bestaat uit spiraalvormige groeven die meer naar voren komen in de voor- en achterkant.
Het slakje zelf is in kruipende toestand ruim 18 mm groot. Het lichaam is grijswit van kleur, meestal geelbruin naar de bovenkant van de rug toe. Het hoofdschild is naar achteren gelobd en er is geen middenlijn. De zijdelingse verlengingen van de voet (parapodiale lobben) en een verlenging van de mantel onder de slak (palliale kwab) zijn aanwezig.

## Verspreiding
Het verspreidingsgebied van de ovale boothoren is de oostelijke Atlantische Oceaan, van Noorwegen en IJsland tot de Canarische Eilanden. Deze soort komt ook in de Middellandse Zee voor. De soort leeft op fijnzandige, vaak slibrijke sedimenten van het sublitoraal tot een diepte van 1500 meter. Van het Nederlands Continentaal Plat zijn van deze soort slechts weinig meldingen bekend. 